# 삼광고등학교
삼광고등학교(三光高等學校)는 대한민국 경기도 파주시 적성면 식현리에 있는 사립 고등학교이다.

## 학교 연혁
- 1963년 2월 15일 : 삼광중학교 설립 인가(6학급), 학교법인 목정학원 초대 김광수 이사장 취임
- 1963년 3월 1일 : 초대 송근영 교장 부임
- 1964년 12월 28일 : 삼광농업고등학교 설립 인가(농업과 3학급)
- 1969년 12월 10일 : 법원읍 웅담리에서 현 위치로 이전
- 1970년 6월 19일 : 삼광농업고등학교 폐교 인가
- 1971년 2월 20일 : 삼광농업고등학교 제4회 졸업(총 118명)
- 1974년 11월 18일 : 학교법인 명칭 변경(목정학원을 삼광학원으로)
- 1981년 11월 28일 : 삼광고등학교 설립 인가(보통과 6학급)
- 1989년 10월 19일 : 평애 기념관(강당) 준공
- 2001년 5월 15일 : 보건복지부 선정 “사랑의 학교” 지정
- 2015년 2월 12일 : 제31회 졸업(66명) 총 2,708명
- 2016년 4월 20일 : 제3대 한명숙 이사장 취임
- 2022년 3월 1일 : 제8대 장상철 교장 취임

## 참고 자료
- 삼광고등학교 - 한국교육학술정보원 학교알리미